# Enwaldus Klene
Enwaldus Klene, auch Ewald Klene (* in Greifswald; † 1501 ebenda) war ein deutscher Hochschullehrer. Er lehrte an der Artistenfakultät der Universität Greifswald. 

## Leben
Enwaldus Klene (in der Literatur wird auch die Namensform Ewald Klene verwendet)  studierte zunächst an der Universität Rostock, dann ab 1473 an der Universität Greifswald. 
In Greifswald wurde er 1477 Magister, später Professor an der Artistenfakultät. Zeitweise war er auch Dekan der Artistenfakultät. Er lehrte die Philosophie von Platon und Aristoteles sowie die Grundsätze der klassischen Literatur und Beredsamkeit. 
In einem seit dem Jahre 1480 an der Universität Greifswald herrschenden Streit zwischen den Anhängern und den Gegnern des Greifswalder Bürgermeisters Nikolaus Schmiterlow schloss sich Klene den Gegnern Schmiterlows an. Der Streit ging 1484 zugunsten Schmiterlows aus. Mehrere seine Gegner verließen daraufhin Greifswald, Klene jedoch blieb in seinem Amt. 
Die beiden 1498 durch den pommerschen Herzog Bogislaw X. aus Padua an die Universität Greifswald berufenen Juristen Petrus von Ravenna und Vincentius von Ravenna wurden enge Freunde Klenes. Vincentius von Ravenna rühmte ihn in seinen Dichtungen. 
Klene starb 1501 wohl an der damals in Greifswald grassierenden Pest. Seine Grabinschrift verfasste Vincentius von Ravenna. Ein Teil seiner Bücher, darunter handschriftliche Dichtungen des Vincentius von Ravenna, kam an das Kloster Eldena, von dort 1535 an die Petrikirche in Wolgast und 1829 in die Universitätsbibliothek Greifswald.